# ベッサスタージル・ラテン語学校
ベッサスタージル・ラテン語学校（ベッサスタージル・ラテンごがっこう、アイスランド語:Bessastaðaskóli、ラテン語:Schola Latina Bessastadae）は、アイスランド、ベッサスタージルに存在した高等教育機関。

## 背景
1770年代の厳寒と飢饉により食糧が尽き、校長ハウルヴダン・エイナルソンの死去によりホラール・ラテン語学校は機能しなくなった。1801年にはデンマーク王室によりホラールの主教座は廃止され、翌1802年にホラール・ラテン語学校も廃止された。
南部のスカールホルトのスカールホルト・ラテン語学校は、ラキ火山の噴火による大飢饉『霞の大飢饉』と厳寒に加え、1784年のアイスランド南部地震により大聖堂以外の建物が全壊し、翌1785年、デンマーク王室によりスカールホルトの主教座とスカールホルト・ラテン語学校は廃止された。
1786年にホラール・ラテン語学校とスカールホルト・ラテン語学校を統合する形で、ホウラヴェトルル・ラテン語学校が誕生し、1801年にはレイキャヴィークに移転した。ホウラヴェトルル・ラテン語学校は、劣悪な建物であり、執行部も不摂生や飲酒などに浸る始末であったため1804年に閉鎖された。

## 概要
1805年に行政府がベッサスタージルからレイキャヴィークに移転したことを機会に、ホウラヴェトルル・ラテン語学校は、ベッサスタージル・ラテン語学校として存続した。
ベッサスタージル・ラテン語学校はコペンハーゲン大学への接続を考慮した教育環境に整えられ、教師は安定した定職を得て、研究成果を紀要に発表できた。大学がなかった当時のアイスランド唯一の研究機関としてアイスランドの文化と学問の発展に貢献した。
1830年代になると、校舎の老朽化が問題になり1846年にレイキャヴィークの校舎に移転しレイキャヴィーク・ラテン語学校として新たに誕生した。

## 人物
卒業生は博物学者で詩人のヨウナス・ハトルグリムソンやロマン派でアイスランド近代長編小説の開拓者と称されるヨウン・トウロドセンなど様々な分野で活躍した。
また教師陣も第一級の学者を擁していた。特にハトルグリームル・スキェーヴィングはアイスランド語の辞書やデンマーク語による古ノルド語辞書の編纂などアイスランド語の研究に貢献した。また、スヴェインビェルトン・エイイルソンはエッダやサガをラテン語に翻訳し古ノルド語の詩の研究に貢献した。